# كسر بيلون
كَسْر بيلون (أو ما يُسمى بكسر المِدَقَّة) هو كَسْر في القسم الأقصى من عظم الظُنْبوب، مُتَضمن السطح المفصليّ من مفصل الكاحل. تحدث كُسور بيلون بسبب الضّغوط الدورانيّة أو المحوريّة على المفصل، وغالباً ما يكون ذلك بسبب السقوط من شاهقٍ، أو بسبب حوادث المركبات. كُسور بيلون نادرة، وتُشكل 3-10% من مجموع كُسور عظم الظُنْبوب و1% من مجموع كُسور الطّرف السفليّ، لكنّها متضمنةً لقسم كبير من السّطح الحامل للوزن من عظم الظُنبوب في مفصل الكاحل. لهذا السبب؛ قد يكون من الصعب تثبيت الكسر، ويرافقها تاريخياً معدلات عالية من المضاعفات والنتائج السيئة.
بيلون كلمة فرنسية تعني "مِدَقّة" "pestle" أدخلها رائد الأشعة الفرنسي إتيان ديستوت إلى مكتبة الجراحة العظمية في عام 1911.

## التّصنيف
تُصنف كسور بيلون وفق نظامين رئيسيين للأشعة السّينية وهما؛ نظام التصنيف (Ruredi-Allgower)، ونظام (Müller AO) لتصنيف الكسور.

## العلاج
يعتمد علاج كسور بيلون على حجم الإصابة، ويشمل هذا تضرر العظام الأخرى كعظم الشظية وعظم الكاحل وتضرر النسيج الرخو، وعلى نمط الكسر. تتضمن استراتيجيات العلاج وطرق التثبيت المستخدمة كلا نوعي التثبيت الداخلي والخارجي؛ بالإضافة إلى المراقبات المرحليّة بهدف الحدّ من آثار الكسر، وإعادة ترميم العظام المتضررة واسترداد تطابق السطح المفصليّ بأقل أذِيّة ممكنة للنسيج الرخو. إن المعالجة المناسبة للجروح هي إجراء مهم للتقليل من معدلات الإنتان العالية، ومشاكل التئام الجروح الثانوية المرتبطة بكسور بيلون المفتوحة. علاج الجروح بالضغط السلبي، واستخدام بروتوكول المعالجة متعدد المراحل (الانتظار حتى تشافي الأنسجة الرخوة قبل البدء بمحاولات توسيع إعادة الترميم) قد يؤثّرُ إيجابياً في التعافي.